# Allometopon sensitivum
Allometopon sensitivum är en tvåvingeart som beskrevs av Mitsuhiro Sasakawa 1993. Allometopon sensitivum ingår i släktet Allometopon och familjen träflugor. Inga underarter finns listade i Catalogue of Life.